# Westminster (California)
Westminster è una città nella Contea di Orange, California, Stati Uniti. Fu fondata nel 1870 dal Reverendo Lemuel Webber.